# Juvigny, Marne

Juvigny este o comună în departamentul Marne, Franța. În 2009 avea o populație de 996 de locuitori.